# Palazzo Gabrielli-Borromeo

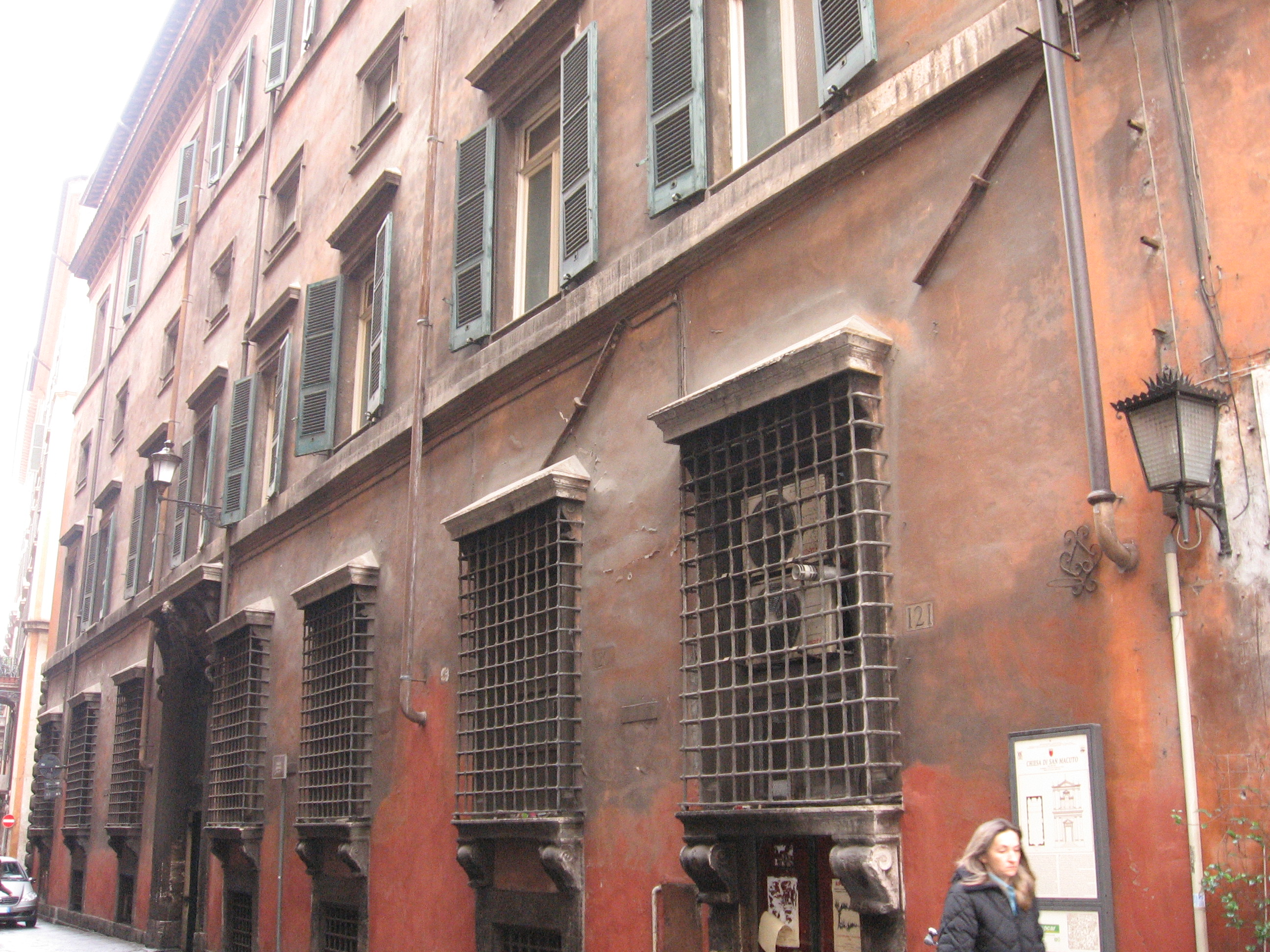
Vista do palácio.

Palazzo Gabrielli-Borromeo é um palácio barroco localizado na Via del Seminario, entre a Piazza di Sant'Ignazio e o Panteão, não muito longe da Via del Corso, no segundo setor do rione Colonna de Roma. A vida deste antigo edifício está estritamente ligada aos eventos que caracterizaram a história da Companhia de Jesus em Roma. Anexa ao palácio está a igreja de San Macuto, que acompanhou a história do palácio e ao qual está encostada. É conhecido também como Palazzo del Seminario Romano.

## História
A primeira fundação do palácio, na primeira metade do século XVI, se deve ao advogado Girolamo Gabrielli, da família Gabrielli dos condes de Gubbio. Depois de sua morte, o palácio passou para seu neto, Carlo, que, sem filhos homens, deixou-o para uma de suas filhas, que, por ser casada com um dos herdeiros dos Mignanelli, se mudou para o vizinho Palazzo Gabrielli-Mignanelli, na Piazza di Spagna. Por causa disto, o palácio foi vendido em 1607 por 20 000 escudos para a Companhia de Jesus para abrigar a sede do Seminário Romano e do Convitto dei Nobili; esta permaneceu sua função até 11 de setembro de 1772. De fato, o papa Clemente XIV havia ordenado o fechamento do seminário pouco antes da supressão da ordem, ocorrida em 1773.
No ano seguinte, o palácio foi adquirido por 32 000 escudos pelo Monte di Pietà, que o sublocou para diversos inquilinos até que finalmente ele foi reformado e redecorado pelo cardeal Vitaliano Borromeo (1720-1793). Em 26 de agosto de 1796, o palácio foi doado em usufruto perpétuo para a Fabbrica di San Pietro, que o utilizou como sua sede. Por ordem do papa Leão XII, em 1824, o palácio foi entregue de volta à já reabilitada Companhia de Jesus e retomou suas funções educativas, acolhendo os filhos das mais nobres famílias da Itália. A organização voltou a funcionar como seminário, afiliado ao Colégio Romano.

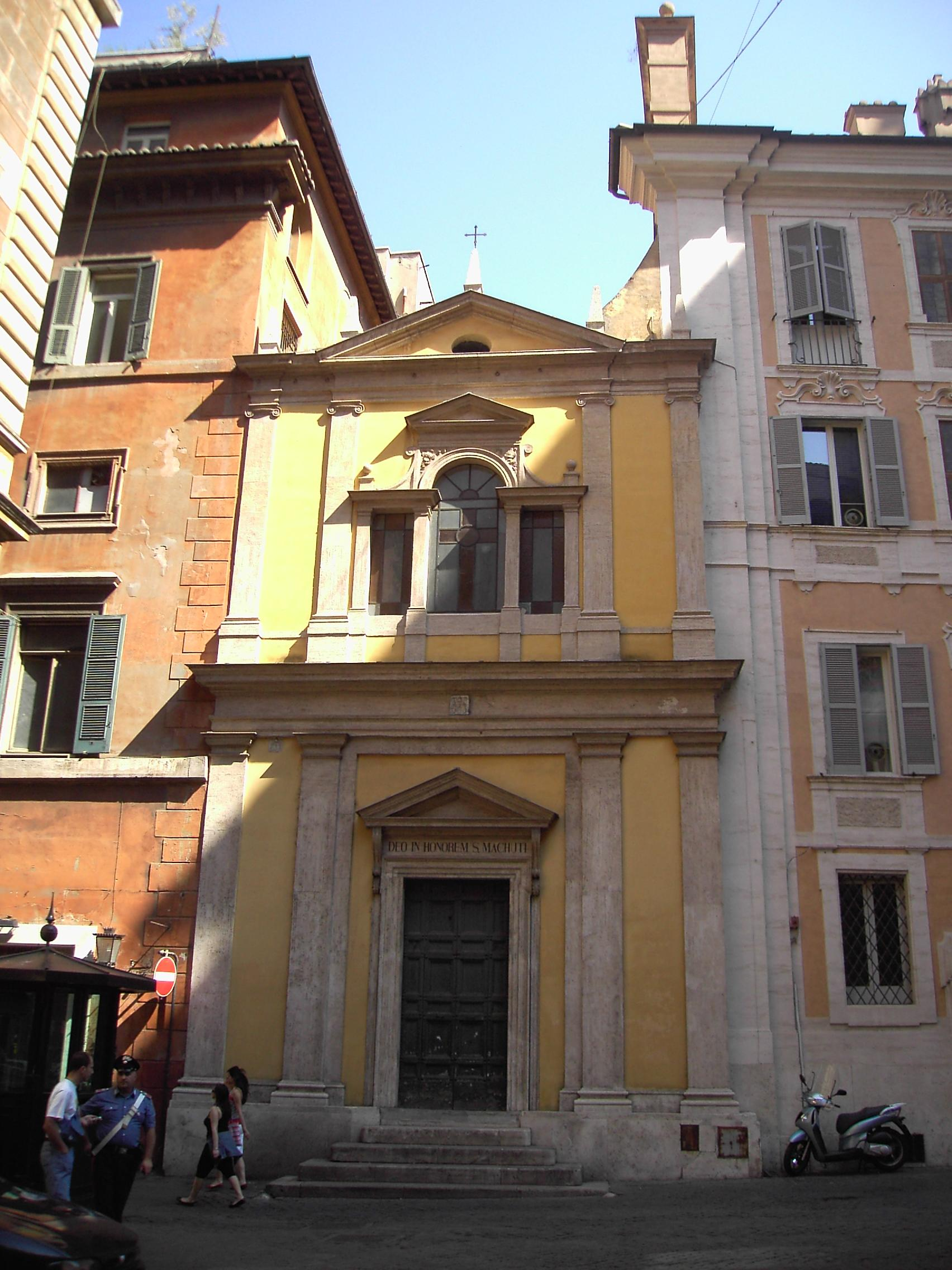
San Macuto, igreja anexa ao palácio.

Contudo, esta reconstituição foi breve, por causa dos turbulentos eventos de 1848, que determinaram uma nova expulsão da Companhia de Jesus do palácio, que tornou-se um edifício de escritórios da administração vaticana. Em seguida, depois da fuga do papa Pio IX para Gaeta, o governo republicano entregou a sede a Giuseppe Mazzini. Depois da queda da República Romana, o edifício foi ocupado pelo Ministério das Obras Públicas até 1850. No ano seguinte, foi novamente re-estabelecido o Convitto dei Nobili e, em 1853, foi anexado o Colégio Germânico-Húngaro (Collegio Germanico-Ungarico). Depois da Captura de Roma, o convitto foi transferido para Tívoli e acabou sendo fechado por causa da lei que estabeleceu a dissolução de todas as ordens religiosas. No palácio permaneceu o Colégio Germânico-Húngaro até o final de 1886, data na qual a escola se mudou para o Palazzo Constanzi, na Via di San Nicola da Tolentino.
A partir de 1873, o Colégio Romano se mudou para o palácio, dividindo-o até o final de 1886 com o Colégio Germânico. Neste ínterim, o Pio IX, com uma ordem de 4 de dezembro de 1873, deu permissão para o que colégio mudasse seu nome para Pontifícia Universidade Gregoriana. Em 1886, da transferência do Colégio Germânico-Húngaro, se reuniu no Palazzo Gabrielli-Borromeo toda a comunidade do antigo Colégio Romano, formada por escolásticos e professores e presidida pelo padre Vincenzo Roccatelli, com o cargo de ministro. 
O papa Leão XIII, que havia sido aluno do Colégio Romano, tinha grande interesse nos destinos da universidade e decidiu torná-la um modelo para todas as universidades católicas e para os colégios eclesiásticos. Durante o seu pontificado, a Universidade Gregoriana aumentou o número de cátedras, que foram entregues a eminentes estudiosos da época. Estudantes de todas as partes do mundo vinham à Roma para receber ali uma sólida preparação acadêmica. Estes fatos deram à Universidade Gregoriana uma característica de universalidade e ela se tornou instrumental nas reformas de Leão XIII. A universidade manteve sua sede no Palazzo Gabrielli-Borromeo, crescendo sempre mais ainda durante os pontificados de Pio X e Bento XV, já transformada num centro mundial de alta cultura eclesiástica. Tornou-se então premente a necessidade de um ambiente mais propício para abrigar o grande número de alunos que a procuravam anualmente.

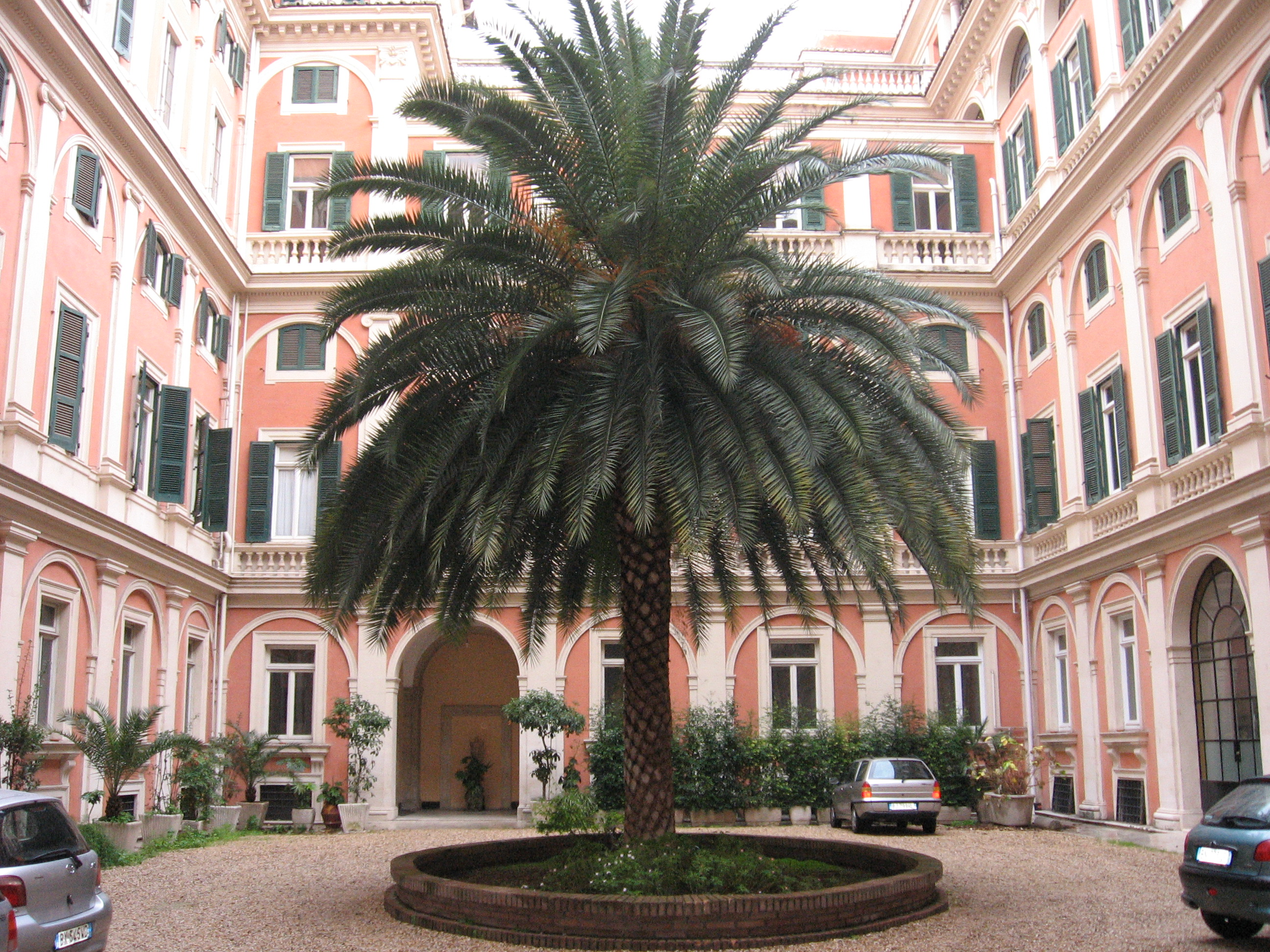
Quadripórtico e o pátio interior.

Em 1930, o palácio se tornou sede do moderno Collegio S. Roberto Bellarmino da província romana da Companhia de Jesus e a Pontifícia Universidade Gregoriana foi transferida para sua sede atual, na Piazza della Pilotta.

## Descrição
A fachada do palácio é formada por um piso térreo com uma ordem de sete janelas com arquitraves e mísulas, com grades e encimadas por pequenas janelas. No centro está um portal de entrada decorado com um brasão do papa Leão XII. A segunda ordem é constituída por nove janelas com arquitraves, o terceiro por outras nove janelas encimadas por pequenas aberturas vidraçadas. No interior se abre um vasto quadripórtico com um pátio no centro. Na entrada do palácio, seguindo à direita, está uma grande escadaria. Num patamar dela está uma porta que dá acesso à igreja anexa do palácio, San Macuto.